# Stelodoryx oxeata
Stelodoryx oxeata är en svampdjursart som beskrevs av Lehnert, Stone och Heimler 2006. Stelodoryx oxeata ingår i släktet Stelodoryx och familjen Myxillidae. Inga underarter finns listade i Catalogue of Life.